# Grabin (województwo lubuskie)
Grabin (niem. Crämersborn) – wieś w Polsce położona w województwie lubuskim, w powiecie krośnieńskim, w gminie Bytnica, około 8 km na południowy wschód od Bytnicy, leży na skraju Gryżyńskiego Parku Krajobrazowego. Niedaleko wsi położone jest Jezioro Grabinek.

## Historia
Pierwsza wzmianka o wsi Cremersborn pojawiła się w 1308 roku, potwierdzająca przynależność miejscowego kościoła do biskupstwa poznańskiego. Dobra rycerskie w Grabinie w XVI wieku należały do rodu von Stößel. Jako właściciel dóbr grabińskich w XVIII wieku występuje rodzina Żychlińskich, w źródłach odnotowana w 1724 roku. W pierwszej połowie XVIII stulecia przedstawiciele tej rodziny wznieśli dwór o konstrukcji szkieletowej. Na początku XIX wieku dokonano nieznacznych zmian w jego wystroju. W tej niewielkiej wsi około 1800 roku mieszkały 234 osoby i wówczas majątek należał do nadleśniczego Uttechta z Bytnicy. Później przeszedł na własność księcia von Hohenzollerna, który przejął również patronat nad grabińską świątynią. Dobra w 1879 roku należały do żony radcy stanu Krausego.
W latach 1975–1998 miejscowość administracyjnie należała do województwa zielonogórskiego.

## Zabytki
Do wojewódzkiego rejestru zabytków wpisane są:
- kościół szachulcowy, barokowy z 1776 roku obecnie filialny pw. św. Jana Chrzciciela wzniesiony prawdopodobnie z fundacji rodziny Żychlińskich[4]. Ta dawna świątynia protestancka została założona na planie prostokąta z wielobocznym zamknięciem od strony wschodniej. Prawdopodobnie istniały na początku dwie przybudówki przy północnej i południowej elewacji[4]. Prowadziło przez nie wejście do wnętrza świątyni. Północną przybudówkę zastąpiono zakrystią, a obok południowej zbudowano murowaną kruchtę. Wspólnym dachem wielospadowym nakryto korpus nawowy wraz z częścią prezbiterialną[4]. W kalenicy dachu od zachodu umieszczono drewnianą wieżyczkę z latarnią. Stropem drewnianym przykryte jest wnętrze świątyni, które z trzech stron obiegają empory wsparte na czworobocznych słupach o prostych głowicach. Znajdujący się pierwotnie w kościele w Sycowicach prospekt organowy mieści się na emporze zachodniej[4]. Do dziś przetrwał ołtarz, pochodzący z czasów budowy kościoła, pozbawiony jednak kosza ambonowego. Rzeźby wewnątrz świątyni pochodzą z około 1500 roku i przedstawiają świętych: Piotra i Pawła, Jana Ewangelistę oraz Małgorzatę, a także misę chrzcielną datowaną na XV stulecie[4]. Przedmioty te mogą pochodzić ze starszego kościoła, istniejącego w Grabinie od średniowiecza. Po II wojnie światowej, kiedy kościół przejęli katolicy kilkakrotnie prowadzono w świątyni remonty, a kompleksowe prace konserwatorskie podjęto dopiero w 2004 roku[4].
- zespół dworski Żychlińskich, z połowy XVIII wieku:
  - dwór, barokowy z XVIII wieku zbudowany na planie prostokąta na ceglanym cokole do którego prowadzi aleja dębowa[4]. Jest budowlą parterową, podpiwniczoną i nakrytą dachem mansardowym. Obecnie dwór ma odsłoniętą konstrukcję szkieletową, pierwotnie był otynkowany i posiadał narożniki zaznaczone boniowaniem[4]. Po stronie ogrodowej znajduje się pseudoryzalit i taras, a w centralnej części elewacji frontowej znajduje się czterofilarowy portyk z kamiennymi schodami. Zachowały się wewnątrz budynku piwnice z kolebkowymi sklepieniami, a w pomieszczeniach parteru sufity z plafonami, natomiast w salonie znajduje się kominek o prostej formie[4]. Dwór po II wojnie światowej był użytkowany przez Państwowe Gospodarstwo Rolne w Bytnicy. Od lat osiemdziesiątych XX wieku pozostał w rękach prywatnych, a dzięki zaangażowaniu jego obecnych właścicieli został wyremontowany. W trakcie adaptacji obiektu na pensjonat odsłonięto spod tynku pierwotną konstrukcję szkieletową elewacji[4].
  - park krajobrazowy o powierzchni 10,4 ha założony w XVIII wieku[4].